# Turnagra de l'illa del Sud
La turnagra de l'Illa del Sud (Turnagra capensis) és un ocell extint de la família dels oriòlids (Oriolidae).

## Hàbitat i distribució
Habitava l'illa del Sud i l'illa Stewart, a Nova Zelanda, a un habitat poc conegut.
1. ↑  «Turnagra de l'illa del Sud». Cercaterm.  TERMCAT, Centre de Terminologia. Rev. 10/05/2023(català)